# فهرست آثار ملی استان کردستان
فهرست آثار ملی استان کردستان شامل تعداد زیادی از بناها، محوطه‌ها، و آثار تاریخی است که نشان‌دهنده قدمت و غنای فرهنگی این منطقه است. استان کردستان به دلیل موقعیت جغرافیایی و تمدن‌های مختلفی که در آن زیسته‌اند، یکی از مناطق مهم تاریخی ایران محسوب می‌شود. این آثار شامل بناهای تاریخی، محوطه‌های باستانی، مساجد، و خانه‌های سنتی است که در فهرست آثار ملی ایران به ثبت رسیده‌اند.

### آثار تاریخی شاخص ثبت‌شده در فهرست آثار ملی کردستان
از جمله آثار برجسته این استان که در فهرست آثار ملی ثبت شده‌اند، می‌توان به موارد زیر اشاره کرد:
1. خانه‌های تاریخی سنندج: از جمله خانه‌هایی مانند خانه جاسم‌نژاد، خانه رشیدی، و خانه معتمد وزیری که نشان‌دهنده معماری اصیل و سبک زندگی در این منطقه هستند.
2. محوطه‌های باستانی دیواندره: محوطه‌هایی نظیر "محوطه کانی خسرو"، "محوطه کهنه ده یکه‌دار"، و "محوطه قلعه اوه که" در شهرستان دیواندره به شماره‌های مختلف در فهرست آثار ملی ثبت شده‌اند.
3. قلعه‌ها و محوطه‌های باستانی: قلعه‌هایی مانند "قلعه کانی تنوره" و "تپه کوشکله سقز" از دیگر آثار مهم استان هستند که به دلیل ارزش تاریخی‌شان تحت حفاظت قرار گرفته‌اند.

### ثبت اورامانات در فهرست آثار ملی و جهانی
یکی از مهم‌ترین دستاوردهای اخیر استان کردستان، ثبت منظر فرهنگی اورامانات در فهرست آثار ملی و همچنین فهرست میراث جهانی یونسکو است. این منطقه به دلیل طبیعت زیبا و معماری سنتی منحصر به فرد خود، از جاذبه‌های فرهنگی و تاریخی بسیار ارزشمند به شمار می‌رود.

### آثار تاریخی مرتبط با فرهنگ اسلامی
استان کردستان همچنین دارای بناهای مذهبی تاریخی مانند مسجد محمدی علیا و مسجد روستای بزلانه است که نشان‌دهنده تأثیر عمیق فرهنگ اسلامی در این منطقه هستند. این مساجد نه تنها از نظر معماری، بلکه از نظر تاریخی نیز دارای اهمیت زیادی هستند.
بسیاری از این آثار تحت نظارت و حفاظت میراث فرهنگی استان قرار دارند و هر گونه تغییرات بدون مجوز در این آثار ممنوع است. این اقدامات به منظور حفظ و نگهداری این میراث‌های گران‌بها برای نسل‌های آینده انجام می‌شود.
این فهرست همچنان در حال گسترش است و به صورت مداوم آثار جدیدی از این استان در فهرست ملی و جهانی ثبت می‌شوند. منابعی مانند وزارت میراث فرهنگی و سازمان‌های مرتبط به طور مرتب لیست این آثار را به‌روز می‌کنند.
منابع: مهر نیوز، کجارو

## جستار های وابسته
- آثار ملی ایران
- استان کردستان

1. ↑  «خبرگزاری مهر | اخبار ایران و جهان | Mehr News Agency». خبرگزاری مهر | اخبار ایران و جهان | Mehr News Agency. دریافت‌شده در ۲۰۲۴-۱۰-۲۱.